# Hemicythere jollaensis
Hemicythere jollaensis är en kräftdjursart som beskrevs av LeRoy 1943. Hemicythere jollaensis ingår i släktet Hemicythere och familjen Hemicytheridae. Inga underarter finns listade i Catalogue of Life.